# H街
H街是华盛顿哥伦比亚特区东西走向的街道，跨四个象限。H街也被用作近东北（Near Northeast）社区的别名，因为H街西北象限（NW）、东北象限（NE）部分是该社区的主要商业区。

## 历史
H街曾是华盛顿最早、最繁忙的商业区之一，曾是华盛顿第一个西尔斯百货商场。 H街NE在第二次世界大战后走向衰落，又在1968年华盛顿哥伦比亚特区大暴动期间严重受损。受损部分直到21世纪尚未开始修复。

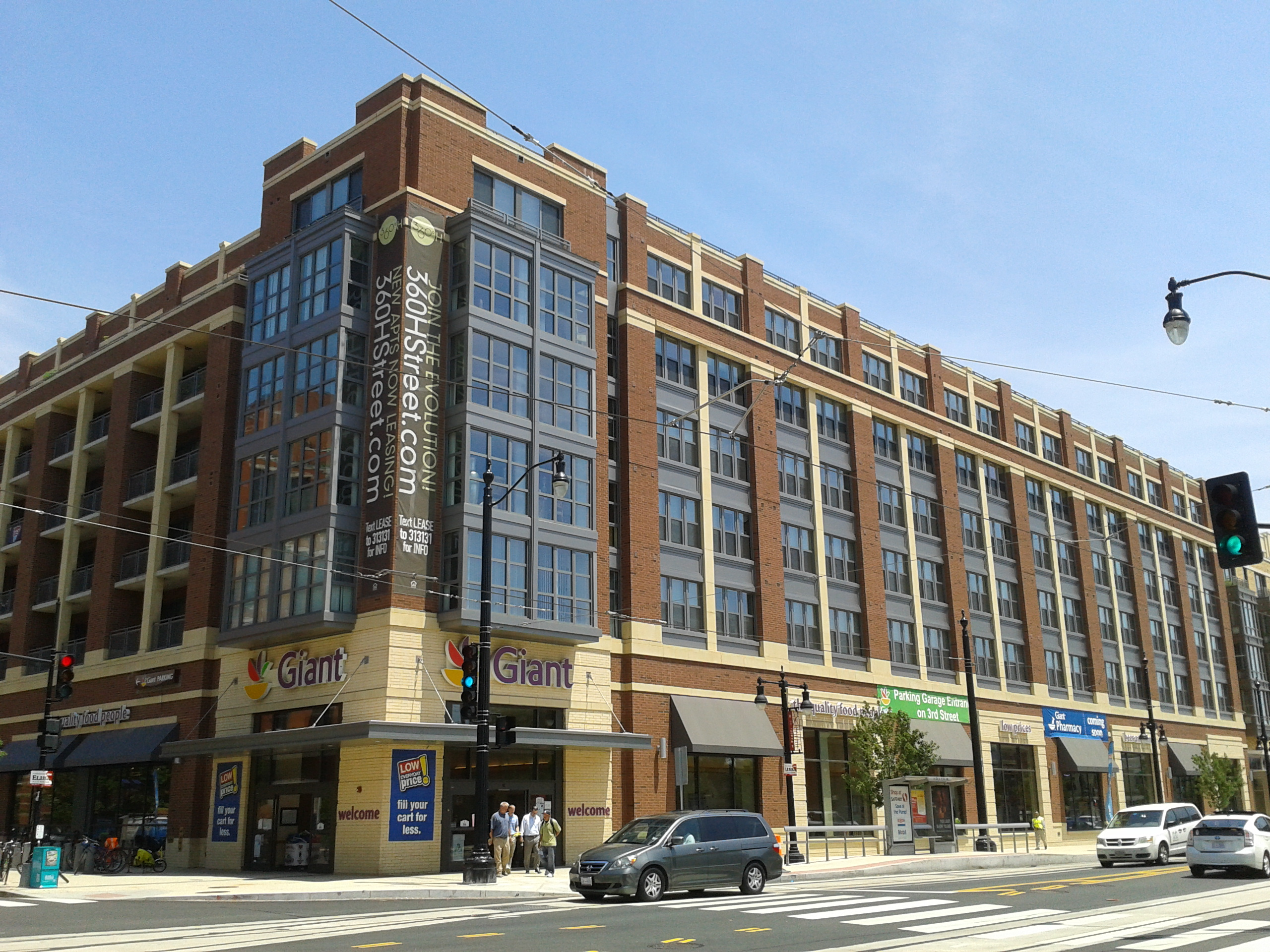
超市

2002年，特区制定H街战略发展规划，由于它接近1.5英里（2.4）长，将其分为三个区：都市生活区（2街和7街之间）、中央零售区（7街和12街之间）和艺术休闲区（12街和15街之间）。在2000年代中期，艺术休闲区成为夜生活区。1930年代装饰艺术风格的电影院Atlas表演艺术中心得到修复。
2007年以后，H街快速士绅化，房价中位数在2009年7-9月达到$417,000。

## 路线

### H街NW
在华盛顿西北象限，H街是唐人街的主要街道，也是市中心的东西大街之一。上世纪90年代，当白宫所在的宾夕法尼亚大道禁止车辆通行时，以前使用宾夕法尼亚大道的跨城交通改道至H街和I街。这条街还经过拉斐特广场，穿过乔治华盛顿大学校园和雾谷社区，最后在岩溪结束。

### H街NE
在华盛顿东北象限，H街继续不间断地从国会山北街延申到15街NE，在所谓的"星爆交叉口"结束，在那里它与布莱登斯堡路、15街、本宁路、马里兰大道和佛罗里达大道交汇。
H街走廊是从2街东北象限到星爆广场的部分，也被称为阿特拉斯区和近东北社区。它包括H街NE以北到佛罗里达大道NE和南到F 街NE的部分。H街的第二部分（星爆广场之后）不被视为H街走廊的一部分。

### H街SW和SE
在华盛顿的朗方城市规划（1791年）中，在城市的西南和东南象限中，有一条平行的H街。但随后的政府行动，特别是I-395/I-295的建设，使H街西南和东南象限在几个地方断开，成为不连续的几段。 按照目前的形式，除了最东端的杜邦堡公园（Fort Dupont Park）附近，它的任何一段都不会跨越两个以上的街区。

## 著名居民
住在H街的著名居民包括：
- 乔治·麦克莱伦（George B. McClellan）位于南侧，西北4街和5街之间（现由美国政府问责署占用）

- 伊丽莎白·斯凯勒·汉密尔顿（Elizabeth Schuyler Hamilton），亚历山大·汉密尔顿（Alexander Hamilton）的妻子

1. ↑  Flock, Elizabeth. . The Washington Post. July 23, 2011  [August 19, 2011]. （原始内容存档于2015-10-04）.
2. 1 2  Wellborn, Mark. . The Washington Post. 2009年10月24日: 1F  [2014年9月30日]. （原始内容存档于2014年10月6日）.